# Murray Bookchin
Murray Bookchin (/ˈbʊktʃɪn/ ; 14 janvier 1921 – 30 juillet 2006) était un théoricien, auteur, orateur, historien et philosophe politique américain. Influencé par G. W. F. Hegel, Karl Marx et Pierre Kropotkine, il fut un pionnier du mouvement écologiste. Bookchin a formulé et développé la théorie de l’écologie sociale et de l’urbanisme dans le cadre de la pensée anarchiste, socialiste libertaire et écologiste. Il est l’auteur d’une vingtaine de livres portant sur la politique, la philosophie, l’histoire, les affaires urbaines et l’écologie sociale. Parmi les plus importants figurent Our Synthetic Environment (1962), Post-Scarcity Anarchism (1971), The Ecology of Freedom (1982), et Urbanization Without Cities (1987).
À la fin des années 1990, il se désillusionne face à ce qu’il considère comme le « lifestylisme » de plus en plus apolitique du mouvement anarchiste contemporain. Il cesse alors de se définir comme anarchiste et fonde sa propre idéologie socialiste libertaire, qu’il appelle communalisme, visant à réconcilier et moderniser les pensées marxiste, syndicaliste révolutionnaire et anarchiste. Bookchin était un anticapitaliste et antifasciste reconnu, ainsi qu’un défenseur de la décentralisation politique fondé sur la démocratie directe locale dans une optique écologique. Ses idées ont influencé de nombreux mouvements sociaux depuis les années 1960, notamment la Nouvelle Gauche, le mouvement antinucléaire, le mouvement altermondialiste, Occupy Wall Street, ainsi que le confédéralisme démocratique de l'Administration autonome démocratique du Nord et de l’Est de la Syrie. Il fut un pionnier du mouvement écologiste américain.
Autodidacte n’ayant jamais fréquenté l’université, et ayant travaillé en tant qu'ouvrier dans l'automobile plus d'une décennie, il est aujourd’hui considéré comme l’un des grands penseurs de gauche du XXe siècle.

## Biographie
Né en 1921 à New York, Murray Bookchin a grandi dans le milieu juif ashkénaze yiddishophone et socialo-communiste du Bronx des années 1920 et, ainsi qu'il le décrit lui-même, comme un « bébé en couche-culotte rouge » imprégné de l'espérance immense soulevée par la révolution russe dans une population locale d'immigrés et d'ouvriers globalement marginalisés et ostracisés et, en même temps, des idéaux anarchisants de sa grand-mère maternelle qui avait été membre des socialistes révolutionnaires sous le régime tsariste. Ses parents, juifs ashkénazes russes, comme la majeure partie du voisinage yiddishophone du Bronx, avaient appartenu à un mouvement anarcho-syndicaliste avant de gagner les États-Unis lors de la répression tsariste de la révolution de 1905.
Comme le rappelle Peter Einarsson à propos du Bronx en introduction de son entretien avec l'écrivain : « Il y avait là plus d'un million de Juifs, arrivés des pays de l'Est en l'espace de cinquante ans. Ils formaient une ville dans la ville, avec ses journaux, ses théâtres, ses langues — le yiddish et le russe — sa religion (pratiquée, réformée, réinterprétée ou reniée), son économie presque autarcique. » En réponse, Murray Bookchin précise : « Ma famille et ma vie privée étaient très anarchistes. Il y avait alors un socialisme, depuis longtemps disparu, mais que je me rappelle parfaitement, un socialisme « humaniste ». Je veux dire par là qu'il était possible à des gens de convictions très diverses, anarchistes ou marxistes, utopistes ou intellectuels, de se parler. Il y avait un dialogue, les gens se mêlaient dans les mêmes cercles. Emma Goldman était très liée avec plusieurs marxistes, par exemple avec John Reed. »
Politiquement, les bolcheviks bénéficiaient aux yeux de sa famille du crédit d'avoir renversé le tsar. En 1930, à l'âge de 9 ans, le jeune Murray entrait dans les mouvements de jeunesse communistes : il milita d'abord au sein des Jeunes Pionniers (en), puis de la Ligue des jeunes communistes (YCL), à partir de 1936. Dans la rue, où il vendait le quotidien du Parti, il apprit la prise de parole ; il participa aux grèves des loyers et à l'organisation des chômeurs, et finit par prendre en charge le programme de formation de son groupe.
En désaccord avec la ligne de « front populaire » adoptée en 1935 sous la direction de Staline, mais très engagé dans la mobilisation antifasciste autour de la guerre d'Espagne, il resta dans le mouvement jusqu'à son exclusion en septembre 1939, à la suite du pacte germano-soviétique, pour « déviationnisme trotsko-anarchiste ». Il se tourna alors vers le trotskisme, rejoignant le Parti socialiste des travailleurs, et à 18 ans trouva à s'embaucher comme ouvrier dans une fonderie où il resta quatre années, découvrant l'engagement syndical au sein du Congrès des organisations industrielles (CIO). Après avoir servi dans l'armée, il entra chez General Motors, à temps pour voir les négociations de 1948 mettre fin à la grande grève de l'automobile. Il commença alors à remettre en question la croyance au rôle « hégémonique » ou « d'avant-garde » de la classe ouvrière et à prendre ses distances avec les trotskistes, qui partageaient à ses yeux l'autoritarisme du bolchevisme.
Dans les années 1950, Murray Bookchin reprit des études et rompit avec le trotskisme pour s'orienter vers l'anarchisme. Dès 1952, il publiait un article (« The Problem of Chemicals in Food ») qui dénonçait les effets des pesticides, en établissant dès le départ entre système de production capitaliste et destruction écologique un lien qu'il s'est ensuite attaché à démontrer à travers toute son œuvre (de Our Synthetic Environment, en 1962, jusqu'à Social Ecology and Communalism, paru en 2007). Convaincu de la nécessité d'un travail de conscientisation, il s'est consacré de façon croissante à l'éducation populaire. Au cours des années 1960, tout en enseignant dans des universités « alternatives », il milita au Congress of Racial Equality, au sein du mouvement des droits civiques, puis cofonda la Fédération new-yorkaise des anarchistes. À la même époque, il posait les bases de ce qu'il a appelé l'écologie sociale (article « Ecology and Revolutionary Thought », 1964) et commençait à s'intéresser aux villes et à l'urbanisme (Crisis in our Cities, 1965). Alors plutôt technophile et optimiste sur la possibilité d'une utilisation émancipatrice de la technologie (« Towards a Liberatory Technology », 1965), il se plaçait dans la perspective de l'« après-rareté » (post-scarcity), s'attachant à dessiner les contours d'une « utopie réalisable ». En 1969, il fit paraitre un pamphlet, Listen, Marxist! (traduit sous le titre Écoute, camarade !), qui rejetait le communisme autoritaire et le marxisme lui-même.

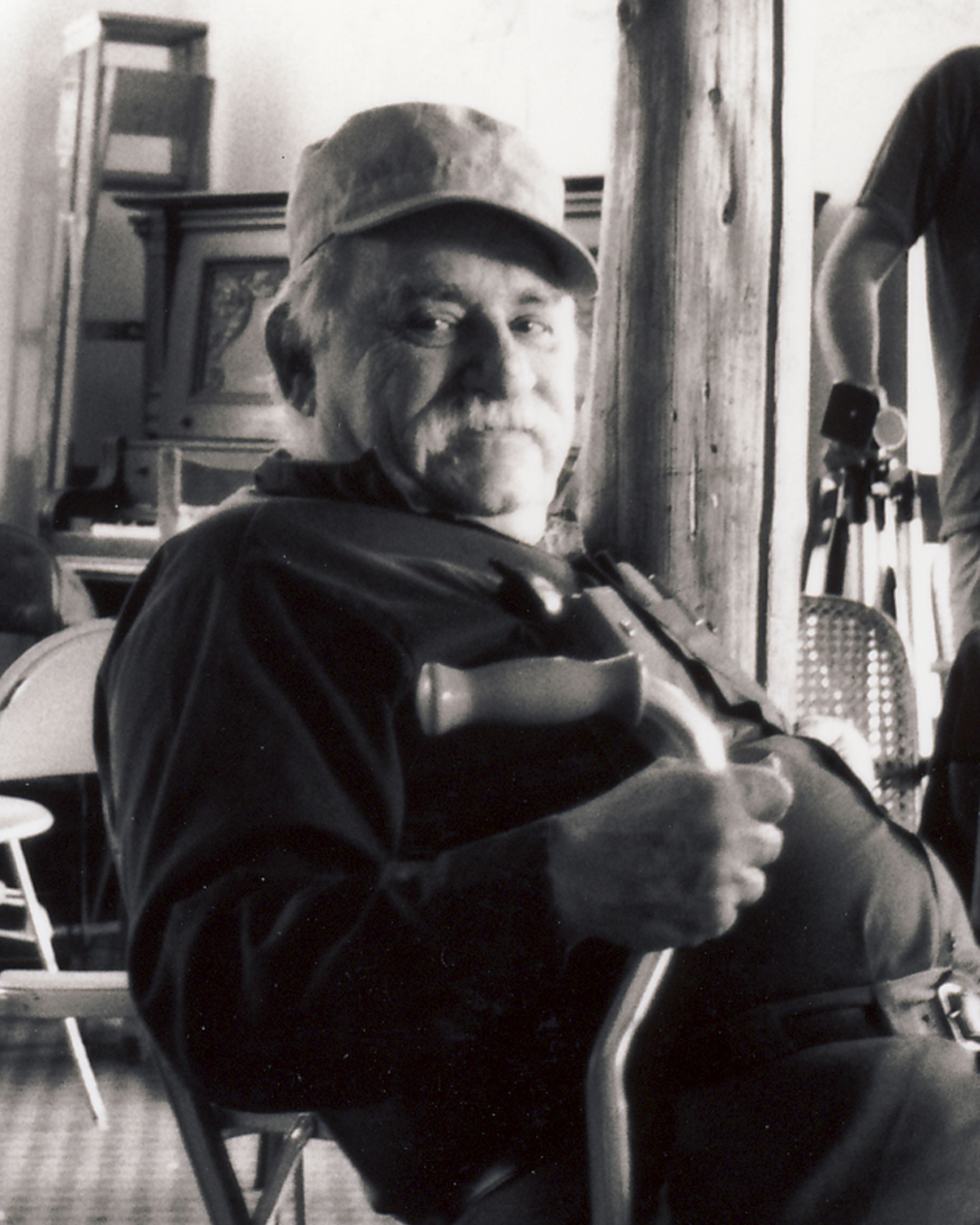
Murray Bookchin en 1999.

À partir des années 1970, établi dans le Vermont, il continua d'enseigner tout en développant des projets personnels ; il participa à la création d'un café-restaurant autogéré, milita dans le mouvement antinucléaire et fonda l'Institut pour l'écologie sociale, qui devait devenir au cours de la décennie suivante un haut lieu de l'écologie radicale. Après avoir mis en garde dans plusieurs essais contre les progrès d'un environnementalisme réformiste et étatiste au sein du mouvement écologiste, il approfondit au cours des années 1980 sa réflexion sur l'écologie et les hiérarchies sociales (The Ecology of Freedom: The Emergence and Dissolution of Hierarchy, 1985). Se plaçant dans l'optique d'une révolution structurelle, inscrite dans le temps long, et d'une action politique centrée sur la ville, renouant notamment avec l'inspiration de la Commune de Paris, il élabora un modèle, le municipalisme libertaire, où des communes libres, se gouvernant selon les principes de la démocratie directe, s'associent dans une confédération communale, destinée à terme à se substituer aux États-nations (The Rise of Urbanization and the Decline of Citizenship, 1986).
Alors que la seconde moitié des années 1980 le vit mettre en question les positions défendues par l'écologie profonde, dont il jugeait les implications politiques réactionnaires, les années 1990 et 2000 furent celles d'une prise de distance progressive à l'égard des anarchistes, parmi lesquels son adhésion affirmée à des principes comme le vote majoritaire ou la participation aux élections locales suscitait des controverses croissantes. Après avoir critiqué l'anarchisme « style de vie » (Social Anarchism or Lifestyle Anarchism: An Unbridgeable Chasm, 1995), il cesse de se définir comme anarchiste, s'affirmant simplement communaliste (« The Communalist Project », 2002) qu'il définit comme la dimension démocratique de l'anarchisme.
Murray Bookchin est mort le 30 juillet 2006, à son domicile de Burlington, d'une défaillance cardiaque.

## Positions

### Écologie sociale

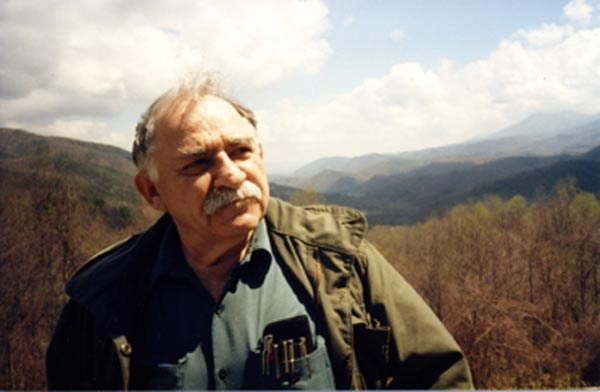
Murray Bookchin.

Murray Bookchin s'oppose à la vision productiviste d'une intelligence humaine séparée d'une nature qu'elle ne vise qu'à transformer en ressources, conception propre à un humanisme progressiste dans lequel le capitalisme et le capitalisme d'État se rejoignent. Mais il rejette aussi celle, caractéristique de l'écologie profonde, de la résorption dans la nature d’une humanité réduite au statut d'espèce animale parasite, notamment parce que cette perspective ne tient aucun compte de la polarisation interne aux sociétés humaines. Il récuse tout autant celle de l'environnementalisme, qui partage avec les précédentes une approche globalisante, tendant en l'occurrence à faire porter à chaque individu la culpabilité de la crise écologique.
Dans sa vision d'une écologie sociale, même si les facteurs démographiques ou proprement environnementaux entrent en ligne de compte, la clé de la domination et de l'exploitation de la nature se trouve dans les rapports de domination et d'exploitation qui s'exercent à l'intérieur de la société humaine. La cause première de la crise écologique n'est rien d'autre que la logique du « toujours plus », qui est celle du capitalisme.
Selon Murray Bookchin, la séparation de l'esprit humain d'avec la nature est un processus parallèle à la constitution des sociétés hiérarchisées, et ces deux dimensions de nos modes de socialisation imprègnent profondément les mentalités. Pour s'en dégager, il faut étudier les communautés « organiques » et concevoir de nouveaux modes de socialisation inspirés des pratiques anciennes d'entraide, en vue de réconcilier l'humanité avec la nature et de la réinscrire dans le processus naturel de l'évolution. Est en effet postulée une nature humaine : l'homme est la nature prenant conscience d'elle-même ; l'humanité représente l'émergence dans l'évolution, à un niveau jamais atteint auparavant, de la rationalité, de la réflexivité et de l'aide mutuelle.
Ce postulat, irrecevable pour une pensée déconstructionniste, s'inscrit dans une conception d'ensemble qui voit dans la nature elle-même une dynamique tendant vers la liberté par la coopération. En s'appuyant sur une relecture des apports de la biologie qui souligne les phénomènes d'association, d'entraide et de symbiose, et non exclusivement de concurrence et de sélection, elle permet de replacer dans la continuité d'une nature non hiérarchique la perspective d'une société non hiérarchisée, elle-même posée comme le cadre le mieux adapté au développement d'une personnalité singulière dans un tissu communautaire.

« Au début des années soixante, mes opinions pouvaient se résumer à une formulation assez nette : la notion de domination de la nature par l'homme découle de la domination réelle de l'humain par l'humain. […] Comme une prémisse me conduisait à une autre, il devint clair qu'un projet hautement cohérent se formait dans mon travail : le besoin d'expliquer l'émergence de la hiérarchie sociale et de la domination, et d'élucider les moyens, la sensibilité et la pratique à même de produire une société écologique véritablement harmonieuse. »

— L'Ecologie sociale : penser la liberté au-delà de l'humain, éditions Wildproject, 2020, p.19.

### Municipalisme libertaire
Le projet d'organisation sociale conçu par Murray Bookchin est un confédéralisme démocratique à base de municipalisme libertaire, où le passage aux niveaux plus larges se fait sous mandat impératif. La taille des villes devient un paramètre crucial dans un modèle où les communes sont appelées à gérer en leur sein le rapport entre ville et campagne et l'usage approprié des technologies.

« […] un précepte libertaire fondamental : tout être humain est compétent pour gérer les affaires de la société, et plus particulièrement de la communauté dont il est membre.

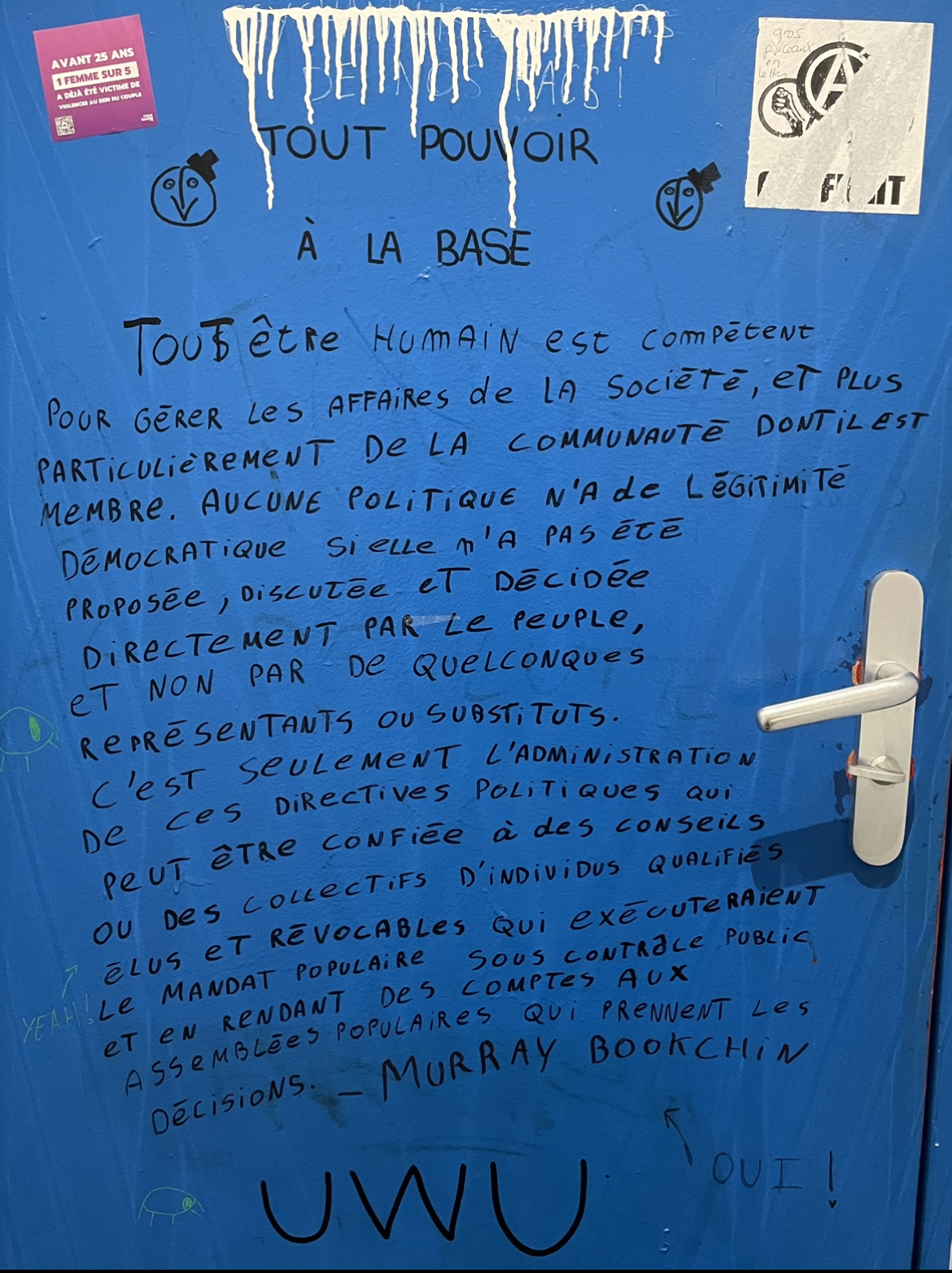
Graffiti de cette citation de Murray Bookchin sur la porte d'une université.

Aucune politique n'a de légitimité démocratique si elle n'a été proposée, discutée et décidée directement par le peuple, et non par de quelconques représentants ou substituts. C'est seulement l'administration de ces directives politiques qui peut être confiée à des conseils, des commissions ou des collectifs d'individus qualifiés, éventuellement élus, qui exécuteraient le mandat populaire sous contrôle public et en rendant des comptes aux assemblées qui prennent les décisions… »

— Une société à refaire, éditions Écosociété, 1993, p. 255-256.

### Opposition à l'individualisme
Dans Social Anarchism or Lifestyle Anarchism, Murray Bookchin analyse l’anarchisme individualiste dans son incarnation la plus moderne, le « lifestyle anarchism » (« anarchisme comme mode de vie »), apparu au cours des années 1980 et 1990, période de reflux des mouvements révolutionnaires, aux États-Unis comme ailleurs. Il analyse notamment les travaux de L. Susan Brown.
Dans la revue canadienne Relations, Claude Rioux explique ainsi les craintes de Bookchin :

« L’anarchisme peut être « contaminé » par le contexte et l’environnement bourgeois qu’il combat. Les travers de l’introspection et du narcissisme de la génération des baby-boomers alimentent l’émergence d’un anarchisme plus proche de la psychothérapie que de la révolution : un aventurisme inconscient fait d’aversion pour la théorie, une célébration de l’incohérence théorique sous couvert de pluralisme, un engagement apolitique et anti-organisationnel dans une recherche de la joie de vivre intensément orientée vers soi-même. […] Cette subordination du collectif à l’ego et de la société à l’individu, nous dit Bookchin, est courante dans l’anarchisme comme mode de vie, qui tend à la privatisation des angoisses communes et à la sanctification du soi comme refuge au malaise social. »

Rioux ajoute que « selon Bookchin, cette vision a des conséquences sur le mouvement libertaire, notamment une exaltation du consensus (la majorité est illégitime même contre l’opinion d’un seul individu) et de la spontanéité individuelle aux dépens de l’organisation démocratique, plus à même d’établir des institutions autogérées ayant du pouvoir contre la domination capitaliste et les institutions hiérarchisées ».

## Influence

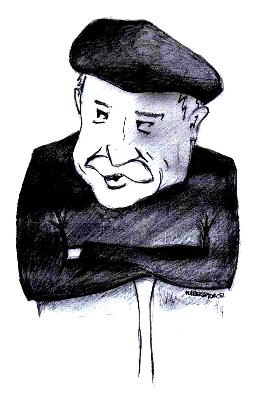
Portrait de Murray Bookchin (dessin de 2007).

Rapidement connu pour la facilité avec laquelle il adressait des critiques dévastatrices au marxisme en utilisant le langage marxiste lui-même, Murray Bookchin est resté un anticapitaliste radical et un défenseur de la décentralisation extrême des sociétés. Son idée d'une écologie sociale a exercé une influence notable sur le mouvement des « Verts », tant dans le domaine de l'écologie politique que dans celui de la décroissance,.
Durant les dernières années de sa vie, et à la demande de celui-ci, il entretint une correspondance soutenue avec Abdullah Öcalan, dirigeant historique du Parti des travailleurs du Kurdistan (PKK), détenu en Turquie sous le coup d'une peine d'emprisonnement à vie. Ajoutés à la lecture de son œuvre, ces échanges eurent une influence majeure sur le dirigeant kurde et sur la ligne de son parti, qui se référait initialement au marxisme-léninisme.
À partir de 2005, le PKK adopte le confédéralisme démocratique, un programme qui rejette le nationalisme et la prise de pouvoir en tant qu'objectif du parti. Ses grandes lignes sont définies par un modèle de démocratie assembléiste proche du municipalisme libertaire, une économie de type collectiviste, un système de fédéralisme intégral entre communes et une coopération paritaire et multiethnique dans des systèmes organisationnels et décisionnels autogérés,,.
En 2006, à la mort de Murray Bookchin, l’assemblée du PKK s'engage à fonder la première société basée sur le confédéralisme démocratique, nouveau modèle de socialisme démocratique inspiré des réflexions du théoricien de l’écologie sociale et du municipalisme libertaire,,.
Ce projet internationaliste, qui vise à rassembler les peuples du Proche-Orient dans une confédération de communes démocratique, multiculturelle et écologiste, est repris en Syrie par le Parti de l'union démocratique (PYD), proche du PKK. L'autonomie acquise par les Kurdes dans le nord de la Syrie en 2012 lui donne le cadre d'un début de concrétisation,,. Le 6 janvier 2014, les cantons du Rojava, dans le Kurdistan syrien, se fédèrent en communes autonomes. Celles-ci adoptent un contrat social qui établit une démocratie directe et une gestion égalitaire des ressources, sur la base d’assemblées populaires.

## Écrits

### Écrits originaux en anglais
- Our Synthetic Environment, 1962.
- Crisis in our Cities, 1965.
- Desire and Need, 1967.
- Post-scarcity anarchism, Berkeley, Ramparts Press, 1971 (ISBN 978-0-87867-005-5) et 2004  (ISBN 1-904859-06-2).
- The Limits of the City, 1974  (ISBN 0-06-091013-5) et 1985  (ISBN 0920057349).
- The Spanish Anarchists : The Heroic Years, 1868-1936, New York, Free Life Editions, 1977, 344 p. (ISBN 978-0-914156-14-7) et 1998  (ISBN 1-873176-04-X).
- Toward an Ecological Society, 1980  (ISBN 0-919618-98-7).
- The Ecology of Freedom: The Emergence and Dissolution of Hierarchy, 1982 et 2005  (ISBN 1-904859-26-7) (présentation en ligne).
- The Modern Crisis, 1986  (ISBN 0-86571-083-X).
- The Rise of Urbanization and the Decline of Citizenship, 1987 et 1992  (ISBN 978-0-87156-706-2).
- Remaking Society, 1990 et 1998  (ISBN 0-921689-02-0).
- The Philosophy of Social Ecology: Essays on Dialectical Naturalism, Montréal, Black Rose Books, 1990  (ISBN 0921689691) et 1995  (ISBN 978-1-55164-019-8).
- To Remember Spain, 1994  (ISBN 1-873176-87-2) (présentation en ligne).
- Re-Enchanting Humanity, 1995  (ISBN 0-304-32843-X).
- The Third Revolution. Popular Movements in the Revolutionary Era (4 volumes), Londres et New York, Continuum, 1996–2003  (ISBN 0-304-33594-0).
- Social Anarchism or Lifestyle Anarchism: An Unbridgeable Chasm, AK Press, 1995  (ISBN 1-873176-83-X).
- Anarchism, Marxism and the Future of the Left. Interviews and Essays, 1993-1998, Édimbourg et San Francisco, AK Press, 1999  (ISBN 1-873176-35-X).
- Social Ecology and Communalism (avec Eirik Eiglad), AK Press, 2007.
- The Next Revolution: Popular Assemblies and the Promise of Direct Democracy, Verso, 2015  (ISBN 9781781685815).

### Écrits traduits en français
- Pour une société écologique : Recueil de textes et préface inédite de l'auteur (trad. de l'anglais par Helen Arnold et Daniel Blanchard), Paris, Christian Bourgois éditeur, 1976, 234 p. (ISBN 2-267-00035-0).
- Une société à refaire : vers une écologie de la liberté (trad. de l'anglais), Montréal, Éditions Écosociété, 1992 (réimpr. 2011), 301 p. (ISBN 978-2-923165-56-1) ; 
autre édition : Lyon, Atelier de création libertaire, 1992  (ISBN 2-905691-16-6).
- Sociobiologie ou écologie sociale, Lyon, Atelier de création libertaire, 1993 (réimpr. 1999) (ISBN 978-2-905691-68-2, lire en ligne).
- Avec Dave Foreman, Quelle écologie radicale? : écologie sociale et écologie profonde en débat, Lyon, Atelier de création libertaire/Silence, 1994 (ISBN 978-2-905691-27-9, lire en ligne).
- Pour un municipalisme libertaire (trad. de l'anglais), Lyon, Atelier de création libertaire, 2003, 40 p. (ISBN 978-2-905691-88-0 et 2905691883, lire en ligne).
- Qu'est-ce que l'écologie sociale (trad. de l'anglais, préf. Hervé Kempf), Lyon, Atelier de création libertaire, 2003 (réimpr. 2012) (1re éd. 1989), 54 p. (ISBN 978-2-35104-058-4, lire en ligne).
- Au-delà de la rareté - L'anarchisme dans une société d'abondance, textes pionniers 1965-70, présentation Vincent Gerber, Écosociété, 2016, 280 p.  (ISBN 9782897192396), texte intégral.
- Notre environnement synthétique : La naissance de l'écologie politique - préface de Denis Bayon (trad. de l'anglais par Denis Bayon), Lyon, Atelier de création libertaire, 2017, 278 p. (ISBN 978-2-35104-101-7).
- Pouvoir de détruire, pouvoir de créer : Vers une écologie sociale et libertaire, (trad. Helen Arnold, Daniel Blanchard et Vincent Gerber), Paris, L'échappée, coll. "Versus", 2019, 204 p.  (ISBN 978-2-37309-051-2).
- Changer sa vie sans changer le monde, L’anarchisme contemporain entre émancipation individuelle et révolution sociale, (Trad. et postface de Xavier Crépin), Marseille, Éditions Agone, 2019, 160p.  (ISBN 9782748903997)
- Murray Bookchin (trad. de l'anglais par Marin Schaffner), L'écologie sociale : Penser la liberté au-delà de l'humain, Marseille, Éditions Wildproject, 2020, 324 p. (ISBN 978-2-918490-95-1) présentation éditeur.
- Murray Bookchin (trad. Benoît Gaillard et Lougar Raynmarth), La révolution à venir : Les Assemblées populaires et la promesse de la démocratie directe, Marseille, Éditions Agone, 2020 (ISBN 978-2-7489-0429-1).
- Murray Bookchin, Les Anarchistes espagnols, Lux Éditeur, 2023[35]

#### En français
- Benjamin Caraco, Murray Bookchin : pour une éco-analyse des sociétés contemporaines, Nonfiction, 17 février 2025, lire en ligne.
- Janet Biehl, Écologie ou Catastrophe. La vie de Murray Bookchin, L’Amourier éditions, 2018, 624 p.,  (ISBN 978-2364180475), présentation éditeur.
- Ernest London, Murray Bookchin, l’utopie anarchiste au prisme de l’écologie, Reporterre, 27 octobre 2018, [lire en ligne].
- Adeline Baldacchino, « Bookchin : écologie radicale et municipalisme libertaire », sur Ballast, 12 octobre 2015.
- Janet Biehl, « Entretien avec Murray Bookchin », sur Bibliolib, 12 novembre 1996.
- Tom Cahill, « Murray Bookchin (1921-2006) », Réfractions, no 18,‎ printemps 2007 (lire en ligne [PDF]) ; 
traduit de : (en) Anarchist Studies, no 2, 2006.
- Frédéric Dufoing, L'Écologie radicale, Infolio, coll. « Illico », 2012, 157 p. (ISBN 978-2-88474-944-2), chap. IV (« L'écologie sociale de Murray Bookchin »), p. 87-97.
- Peter Einarsson (trad. Marie-Christine Mikhaïlo), « Interview de Murray Bookchin », MA!, nos 8/9,‎ septembre 1986 (lire en ligne [PDF]) ; 
traduit de : (en) April, Stockholm, no 1, 1985.
- Benjamin Fernandez, « Murray Bookchin, écologie ou barbarie », Le Monde diplomatique,‎ juillet 2016 (lire en ligne).
- Renaud Garcia, « Murray Bookchin », dans Cédric Biagini, David Murray et Pierre Thiesset (coordination), Aux origines de la décroissance : Cinquante penseurs, L'Échappée - Le Pas de côté - Écosociété, 2017, 312 p. (ISBN 978-23730901-7-8), p. 32-37.
- Vincent Gerber, Murray Bookchin et l'écologie sociale : une biographie intellectuelle, Montréal, Éditions Écosociéte, 2013, 181 p. (ISBN 978-2-89719-045-3, présentation en ligne).
- Vincent Gerber et Floréal Romero, Murray Bookchin, pour une écologie sociale et radicale, Le Passager clandestin, coll. « Les précurseurs de la décroissance », 2014.
- Claude Rioux, « Dérives », Relations, Actualité de l’anarchisme, février 2003.
- Yohann Sparfell, « Murray Bookchin et le renouveau d’une politique organique et écologique », Rébellion, no 77,‎ décembre 2016 (lire en ligne).
- Frédéric Thomas, « Murray Bookchin, Au-delà de la rareté. L’anarchisme dans une société d’abondance », sur Dissidences, 2016.
- Rédaction, L’abécédaire de Murray Bookchin, revue Ballast, 7 septembre 2018, [lire en ligne].
- Floréal M. Romero, "Agir ici et maintenant, penser l'écologie sociale de Murray Bookchin", editions du commun, octobre 2019.
- Murray Bookchin (trad. de l'anglais par Marin Schaffner), L'écologie sociale : Penser la liberté au-delà de l'humain, Marseille, Wildproject, 2020, 324 p. (ISBN 978-2-918490-95-1) présentation éditeur.
- Patrick Chastenet, Les racines libertaires de l'écologie politique, Paris, L'Échappée, coll. « Pas de côté », février 2023, 240 p. (ISBN 9782373091182, présentation en ligne)
- Christophe Solioz, L’Espagne rouge et noire de Murray Bookchin, revue Ballast, 27 février 2025, [lire en ligne].

#### En anglais
- (en) Janet Biehl (éd.), The Murray Bookchin Reader : An Anthology, Londres/Washington, Cassell, 1997 (ISBN 0-304-33874-5, présentation en ligne).
- (en) Janet Biehl, The Politics of Social Ecology : Libertarian Municipalism, Montréal, Black Rose Books, 1997 (ISBN 1-55164-100-3).
- (en) Janet Biehl, « A Short Biography of Murray Bookchin », sur Anarchy Archives, 2006.
- (en) Robyn Eckersley, Environmentalism and political theory : toward an ecocentric approach, SUNY Press, 1992.
- (en) Robert Graham, Anarchism : A Documentary History of Libertarian Ideas, vol. II : The Emergence of the New Anarchism (1939 to 1977), Black Rose Books, 2009 (lire en ligne [PDF]).
- (en) Peter Marshall, Demanding the impossible : a history of anarchism : be realistic! Demand the impossible, Londres, Fontana, 1993, 767 p. (ISBN 0-00-686245-4).
- (en) John Mongillo et Bibi Booth, Environmental Activists, Greenwood, 2001.
- (en) Jeff Riggenbach, « Interview with Murray Bookchin », Reason,‎ octobre 1979 (lire en ligne).
- (en) Jeff Shantz, Living Anarchy : Theory and Practice in Anarchist Movements, Academica Press, LLC, 2009, 221 p. (ISBN 978-1-933146-53-9, lire en ligne).
- (en) Damian F. White, Bookchin : a critical appraisal, Londres, Pluto Press et University of Michigan Press, 2008, 236 p. (ISBN 978-0-7453-1964-3).

#### En italien
- (it) Selva Varengo, La rivoluzione ecologica : il pensiero libertario di Murray Bookchin, Milan, Zero in condotta, 2007, 187 p. (ISBN 978-88-95950-00-6). (introduction en ligne).